# Whoia angusta
Whoia angusta är en kräftdjursart som först beskrevs av Georg Ossian Sars 1899.  Whoia angusta ingår i släktet Whoia och familjen Desmosomatidae. Arten är reproducerande i Sverige. Inga underarter finns listade i Catalogue of Life.